# Кирьяковка (Николаевская область)
Кирьяковка (укр. Кир'яківка) — село в Николаевском районе Николаевской области Украины.

## История
Основано в 1686 году. 
Во время Великой Отечественной войны в 1941-1943 гг. была оккупирована немецкими войсками.
В октябре 1995 года Кабинет министров Украины утвердил решение о приватизации находившегося здесь птицеводческого совхоза.
Население по переписи 2001 года составляло 1223 человек.

## Местный совет
57125, Николаевская обл., Николаевский р-н, с. Кирьяковка, ул. Центральная, 3